# Лямзи-тыри-бонди, злой волшебник
«Лямзи-тыри-бонди, злой волшебник» — мультипликационный фильм, который создала режиссёр Марианна Новогрудская
по сценарию Людмилы Петрушевской на Творческом объединении «Экран» в 1976 году. Сюжет в очень завуалированной форме поднимает проблему детской беспризорности.
В изначальном сценарии тема детской беспризорности прослеживалась гораздо чётче, из-за чего цензура Госкино забраковала его. Марианна Новогрудская несколько раз переделывала сюжет, стараясь как можно больше затуманить основной посыл, но цензоры даже в окончательной версии поняли его, однако всё же позволили закончить мультфильм. В итоге мультфильм получил «не последнюю» прокатную категорию, но на экраны в РСФСР выпущен не был.

## Сюжет
Женщина-рассказчица печатает на пишущей машинке, одновременно рассказывая, что историю, которую она записывает, рассказал ей выдутый из мыла мыльный пузырь, внутри которого находится вздох злого мальчика-волшебника Лямзи-Тыри-Бонди. Он всегда поджидает другого какого-нибудь мальчика, чтобы его украсть, потому что Лямзи-Тыри-Бонди хочется иметь друга. Но маленький мальчик Коля Рогов об этом не знал и увязался за пузырём, покинув свою песочницу и самостоятельно выйдя за пределы двора. Пузырь приводит его в сюрреалистический мир под канализационным люком, где Лямзи-Тыри-Бонди сажает Колю и себя в другой мыльный пузырь и они вдвоём прилетают в Колину песочницу. Коля очень хочет к маме, но узнаёт, что у волшебника, «как и у всех волшебников», нет мамы, и тогда приглашает его к себе домой. Тот не соглашался, потому что считает себя некрасивым, но Коля говорит, цитируя его маму, что «некрасивых мальчиков не бывает, есть просто нестриженые». В следующей сцене рассказчица завершает повествование тем, что Лямзи-Тыри-Бонди стал обыкновенным мальчиком. После чего она подходит к окну и зовёт детей обедать, после чего показано, что её зов адресован Лямзи-Тыри-Бонди и Коле, которые сидят вдвоём в песочнице.

### Съёмочная группа
- Автор сценария: Людмила Петрушевская
- Режиссёр: Марианна Новогрудская
- Художник-постановщик: Галина Беда
- Оператор: Эрнст Гаман
- Композитор: Виктор Суслин
- Звукооператор: Виталий Азаровский
- Над фильмом работали: Вадим Меджибовский, Татьяна Абалакина, Н. Позитурина, И. Балова, А. Чертов
- Художники-мультипликаторы: Аида Зябликова, Валерий Шуленин
- Монтажёр: Марина Трусова
- Редактор: Е. Ходина.

### Роли озвучивали
| Актёр          | Роль             |
| -------------- | ---------------- |
| Елена Озерцова | Мама             |
| Петя Дегтярёв  | Коля Рогов       |
| Андрей Соколов | Лямзи-тыри-бонди |

## Награды на фестивалях
- 1976 год — КФ «Флоричика» (Кишинёв): приз за режиссуру за фильм «Лямзи-тыри-бонди, злой волшебник».[3]